# Ligue de justice
 (août 2018).
Si vous disposez d'ouvrages ou d'articles de référence ou si vous connaissez des sites web de qualité traitant du thème abordé ici, merci de compléter l'article en donnant les références utiles à sa vérifiabilité et en les liant à la section « Notes et références ».
La Ligue de Justice est la plus grande et la plus connue des milices paramilitaires de Rio de Janeiro. Son nom est une référence à la bande dessinée américaine de super-héros, la Ligue de Justice. Son symbole est le bouclier du personnage de Batman. 

## Histoire
La milice a été créée en 1995 comme un groupe paramilitaire connu comme "Les Gars de la Station", car ses membres réunissaient dans une station-service Texaco de la rue Guarujá, à côté de la gare de Supervia, dans le quartier du Cosmos, dans la Zone Ouest de Rio de Janeiro. Le groupe était dirigé par Aldemar Almeida dos Santos et Ricardo Teixeira Cruz, connus respectivement comme Batman et Robin. Le groupe a ensuite élargi son aire d'activité aux quartiers de Campo Grande, Inhoaíba, Paciência e Santíssimo.
Ricardo Teixeira Cruz a été arrêté en 2009 pour l'assassinat du chef du Rio das Pedras, l'inspecteur Felix Tostes. 
En janvier 2009, a commencé une série de meurtres parmi les leaders des factions distinctes. Cette guerre entre les factions avait été prévue en août 2008 par la police, qui aurait découvert le plan de la Ligue de Justice pour tuer les rivaux de la milice du Rio das Pedras. Le 5 janvier, Carlos Alexandre Silva Cavalcante, dit "Gaguinho" (le Bègue), membre de la Ligue de Justice, mis en accusation par la commission d'enquête parlementaire, a été abattu, probablement par des membres de la Ligue de Justice, car il avait participé comme agent de police à l'arrestation du député Natalino Guimarães.
"Batman" fut condamné en 2010 à 12 ans de prison, qu'il purge au Pénitencier de Campo Grande.
Le conseiller municipal Jerominho Guimarães et son frère, le député  Natalino Guimarães, furent aussi condamnés.
Selon la police, la Ligue de Justice a ensuite été commandée par Toni Ângelo de Souza Aguiar (dit "Robin"), ex-policier militaire.